# ITT Automotive Detroit Grand Prix 1997
ITT Automotive Detroit Grand Prix 1997 var ett race som kördes den 8 juni på Belle Isle Park i Detroit, Michigan. Det var den åttonde omgången av CART World Series 1997. Greg Moore blev den yngste föraren att vinna två tävlingar i rad inom amerikansk formelbilshistoria, genom att passera de bägge PacWestförarna Maurício Gugelmin och Mark Blundell, när båda fick bensinstopp på sista varvet. Det var även det femte racet i rad som vanns av en kanadensisk förare, vilket var den längsta sviten av segrar för något annat land än USA i mästerskapets historia.

## Slutresultat
| Plats | Förare                | Team                     | Grid | Kvaltid  |
| ----- | --------------------- | ------------------------ | ---- | -------- |
| 1     | Greg Moore            | Forsythe Racing          | 7    | 1.09,553 |
| 2     | Michael Andretti      | Newman/Haas Racing       | 6    | 1.09,352 |
| 3     | Gil de Ferran         | Walker Racing            | 1    | 1.09,052 |
| 4     | Jimmy Vasser          | Chip Ganassi Racing      | 13   | 1.10,351 |
| 5     | Roberto Moreno        | Newman/Haas Racing       | 3    | 1.09,154 |
| 6     | Raul Boesel           | Patrick Racing           | 14   | 1.10,569 |
| 7     | Bryan Herta           | Team Rahal               | 9    | 1.09,766 |
| 8     | Al Unser Jr.          | Marlboro Team Penske     | 16   | 1.10,686 |
| 9     | Bobby Rahal           | Team Rahal               | 11   | 1.09,786 |
| 10    | Juan Manuel Fangio II | All American Racing      | 23   | 1.11,360 |
| 11    | Max Papis             | Arciero-Wells Racing     | 20   | 1.11,072 |
| 12    | Christian Danner      | Payton/Coyne Racing      | 21   | 1.11,168 |
| 13    | Dario Franchitti      | Hogan Racing             | 5    | 1.09,287 |
| 14    | P.J. Jones            | All American Racing      | 24   | 1.11,728 |
| 15    | Patrick Carpentier    | Bettenhausen Motorsports | 19   | 1.11,066 |
| 16    | Maurício Gugelmin     | PacWest Racing           | 8    | 1.09,652 |
| 17    | Mark Blundell         | PacWest Racing           | 10   | 1.09,781 |
| 18    | Arnd Meier            | Payton/Coyne Racing      | 27   | 1.13,314 |
| 19    | Hiro Matsushita       | Arciero-Wells Racing     | 28   | 1.14,187 |
| 20    | Parker Johnstone      | Team KOOL Green          | 15   | 1.10,643 |
| 21    | Gualter Salles        | Davis/Craig Racing       | 22   | 1.11,272 |
| 22    | Michel Jourdain Jr.   | Payton/Coyne Racing      | 26   | 1.12,788 |
| 23    | Richie Hearn          | Della Penna Motorsports  | 17   | 1.10,748 |
| 24    | Scott Pruett          | Patrick Racing           | 2    | 1.09,082 |
| 25    | André Ribeiro         | Tasman Motorsports       | 18   | 1.10,749 |
| 26    | Alex Zanardi          | Chip Ganassi Racing      | 4    | 1.09,188 |
| 27    | Adrián Fernández      | Tasman Motorsports       | 25   | 1.11,856 |
| 28    | Paul Tracy            | Marlboro Team Penske     | 12   | 1.10,084 |